# Đinh-Dynastie
Die Đinh-Dynastie (vietn. Nhà Đinh oder Triều Đinh, chữ Hán: 丁朝) war die zweite vietnamesische Herrscherdynastie nach der etwa tausendjährigen Zugehörigkeit Vietnams zu China. Sie wurde im Jahr 968 durch Đinh Bộ Lĩnh gegründet und folgte dabei auf die Phase der Anarchie der Zwölf Kriegsherren, die nach dem Zusammenbruch der Ngô-Dynastie eingetreten war.  Bereits 980 ging die Dynastie durch die Absetzung seines jungen Sohnes und Nachfolgers Đinh Toàn zugunsten von Lê Hoàn ohne größere Umbrüche in die Frühere Lê-Dynastie über.

## Entstehung des vietnamesischen Staates

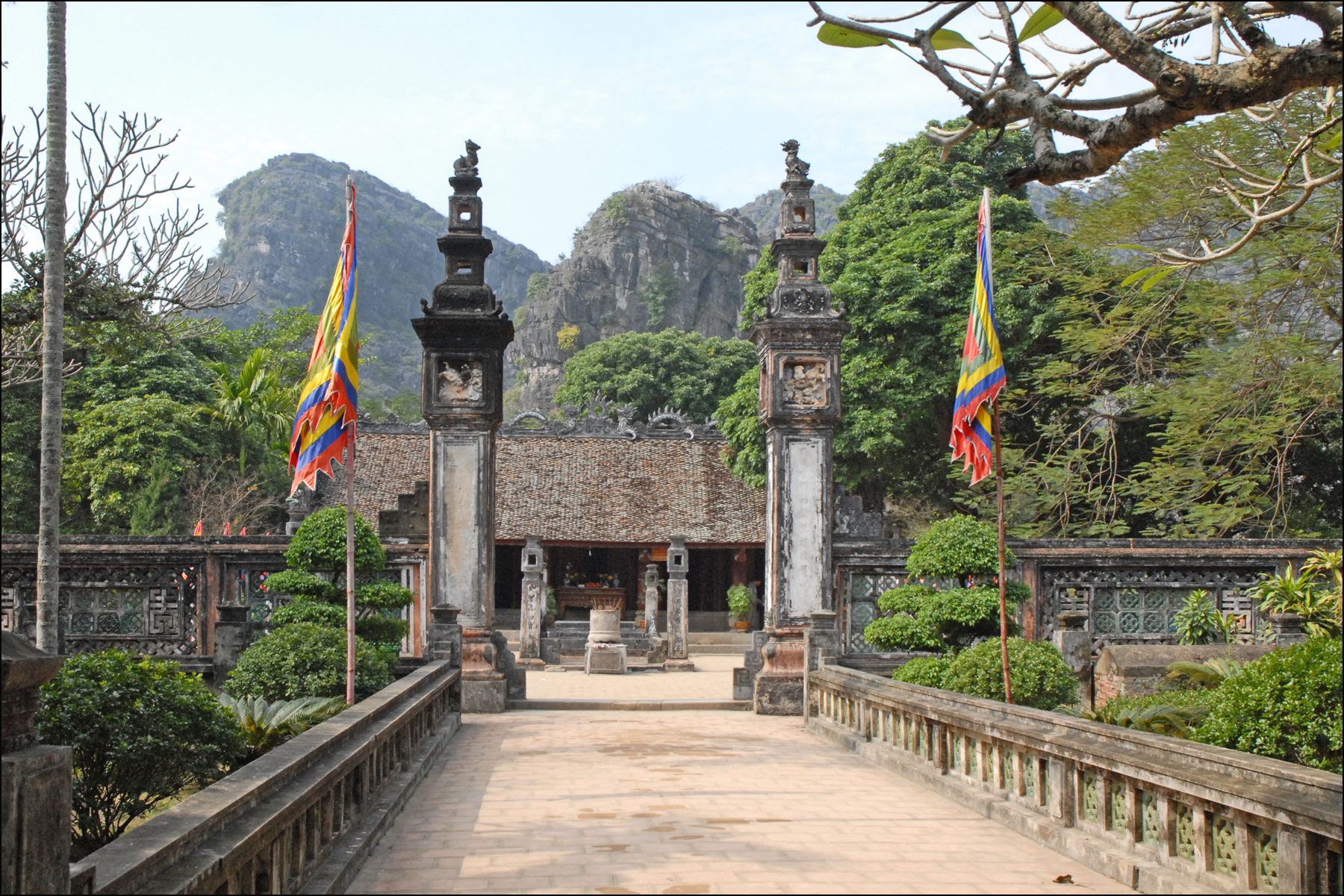
Đinh-Bộ-Lĩnh-Tempel in Hoa Lư

Trotz der kurzen Herrschaftsperiode prägte die Đinh-Dynastie maßgeblich die vietnamesische Geschichte: Als erster Vietnamese ernannte sich Đinh Bộ Lĩnh – nachdem er das Land durch die Unterwerfung der zwölf Kriegsherren geeint hatte – zum Kaiser (hoàng đế). Obwohl er mit diesem Schritt die Gleichrangigkeit und damit auch Unabhängigkeit seines Reichs gegenüber China erklärt hatte, sandte er Tributmissionen an den chinesischen Kaiserhof und ließ sich von der neuen Song-Dynastie als Vasall anerkennen (zunächst mit dem Titel eines Gouverneurs, später als König – der Kaisertitel wurde nur gegenüber den eigenen Untertanen geführt). Dieser scheinbare Widerspruch zwischen Unabhängigkeitsbestrebungen und formaler Anerkennung der chinesischen Oberherrschaft sollte für die nächsten neun Jahrhunderte das chinesisch-vietnamesische Verhältnis bestimmen.
Als Name für sein Reich wählte Đinh Bộ Lĩnh die Bezeichnung Đại Cồ Việt, was in der vereinfachten Form Đại Việt bis 1804 der Landesname blieb. Zur neuen Hauptstadt machte er aus strategischen Gründen Hoa Lư am südlichen Rand der Ebene des Roten Flusses – zum damaligen Zeitpunkt weit im Süden des vietnamesischen Siedlungsgebietes. Hier zeichnete er sich als Förderer des Buddhismus und Stifter mehrerer Tempel zur Verehrung lokaler Naturgottheiten aus. Mittels umfangreicher Reformen schuf er eine fortschrittliche staatliche Verwaltung, reorganisierte das Heer und legte den Grundstein für die Organisation der Religion. Aufgrund dieser Maßnahmen wird er häufig als der eigentliche Gründer des vietnamesischen Staatswesens angesehen.

## Ende der Dynastie
Đinh Bộ Lĩnh besaß fünf Ehefrauen, mit denen er insgesamt drei Söhne hatte. Der älteste, Đinh Liễn, war zum Zeitpunkt der Thronbesteigung seines Vaters schon erwachsen und leitete die Tributmission an den chinesischen Kaiserhof. Die anderen beiden, Đinh Toàn und Đinh Hạng Lang, wurden hingegen erst in den 970er-Jahren geboren.
Aus unklaren Gründen ernannte Đinh Bộ Lĩnh im Jahr 978 seinen jüngsten Sohn Hạng Lang – der zu diesem Zeitpunkt noch ein Kleinkind war – anstelle von Đinh Liễn zu seinem Thronfolger. Es wird vermutet, dass die Mutter Hạng Langs zu diesem Zeitpunkt die Favoritin des inzwischen über fünfzigjährigen Monarchen war und ihn entsprechend manipulierte, um so ihren Familienclan an die Macht zu bringen. Der in Ungnade gefallene Đinh Liễn ließ daraufhin 979 seinen jungen Bruder ermorden. Nach der Tat suchte er die Versöhnung mit seinem Vater und ließ für den toten Hạng Lang hundert Gebetssäulen mit buddhistischen Sutren errichten, woraufhin er wieder als Thronfolger eingesetzt wurde.
Allerdings wurden sowohl der Vater als auch sein ältester Sohn noch im gleichen Jahr von einem Höfling namens Đỗ Thích – der sich durch einen Traum selbst zum Herrschen berufen fühlte – im Schlaf ermordet. Der Mörder wurde kurz nach der Tat hingerichtet und der einzige verbliebene Sohn, der erst etwa fünfjährige Đinh Toàn, zum Kaiser ernannt. Es folgte ein kurzer Machtkampf zwischen den alten Gefolgsmännern der Đinh: Kanzler Nguyễn Bặc, Đinh Điền (nicht verwandt) und Phạm Hạp verbündeten sich gegen Oberbefehlshaber Lê Hoàn, Phạm Cự Lạng und die Kaiserinwitwe und -mutter Dương Vân Nga. Lê Hoàn und seine Unterstützer konnten sich jedoch schnell durchsetzen und übernahmen die Regentschaft für den Kindkaiser. Im nächsten Jahr ließ Lê Hoàn den Kaiser absetzen, heiratete dessen Mutter und bestieg selbst den Thron, womit die Frühere Lê-Dynastie begann.
Die Song-Dynastie nahm allerdings diese Ereignisse zum Anlass, 981 einen Feldzug gegen Vietnam zu starten. Lê Hoàn gelang es, die zahlenmäßig deutlich überlegene chinesische Invasionsarmee durch Hinterhalte zu zermürben und schließlich zum Rückzug zu zwingen. Anschließend wandte er sich gegen das ebenfalls angreifende Champa-Reich und zerstörte dessen Hauptstadt. Nachdem seine Macht so gesichert war, wurde die Absetzung der Đinh auch vom chinesischen Kaiser anerkannt.
Der abgesetzte Kindkaiser Đinh Toàn blieb sein Leben lang gegenüber dem neuen Machthaber loyal und starb bereits 1001 im Alter von 27 Jahren in einem Gefecht gegen Aufständische. Die Früheren Lê konnten sich nur wenig länger halten und wurden nach Lê Hoàns Tod 1005 bald von der Lý-Dynastie abgelöst – der ersten Dynastie, die länger als eine Generation eine stabile Herrschaft aufrechterhalten konnte.

## Monarchen der Đinh-Dynastie
- 968–979: Đinh Bộ Lĩnh (ursprünglich Đinh Hoàn), posthum bekannt unter dem Regierungstitel Đinh Tiên Hoàng („früherer Đinh-Kaiser“)
- 979–980: Đinh Toàn (auch Đinh Tuệ), nach seiner Absetzung tituliert Vệ Vương, posthum bekannt als Đinh Phế Đế („abgesetzter Đinh-Kaiser“)